# Dathée
Die Dathée ist ein kleiner Fluss im Westen von Frankreich, der in den Départements Manche und Calvados der Region Normandie südwestlich der Stadt Vire Normandie verläuft.

## Geografie

### Verlauf
Die Dathée entspringt im Gemeindegebiet von Gathemo, entwässert nach einem anfänglichen Bogen über West generell in nordöstlicher Richtung und mündet nach rund 15 Kilometern im Gemeindegebiet von Vire Normandie als linker Zufluss in die Virène, die selbst etwa zwei Kilometer weiter in die Vire mündet. Die Dathée wird im unteren Drittel ihres Verlaufes zum Lac de la Dathée aufgestaut.

### Orte am Fluss
(Reihenfolge in Fließrichtung)
- Gathemo
- La Blanchardière, Gemeinde Noues de Sienne
- La Minotière, Gemeinde Noues de Sienne
- La Noë, Gemeinde Noues de Sienne
- La Prévôtière, Gemeinde Vire Normandie
- La Clartière, Gemeinde Noues de Sienne
- La Gagnerie, Gemeinde Vire Normandie